# 世にも奇妙な物語 春の特別編 (1999年)
『世にも奇妙な物語 春の特別編』（よにもきみょうなものがたり はるのとくべつへん）は、1999年3月31日（水）21:30 - 23:38にフジテレビで放送された『世にも奇妙な物語』の特別編。

## パパラッチ

### キャスト
- 貴美男 - 木村拓哉
- 沙夜子 - 川合千春
- 水島大介 - 小沢和義
- 松本菜々 - 緒沢凛
- 政治家 - 戸沢佑介
- キャスター - 湯浅けい子
- SP - 吉満涼太
- リポーター - 伊藤菜穂
- 司会者 - ジャンフランコ・シモーネ
- 同時通訳 - 郷里大輔
- 岩井 - 陰山泰

### スタッフ
- 原作 - 中村樹基
- 脚本 - 田辺満
- 演出 - 星護

## 親切成金

### キャスト
- 青木悟 - 萩原聖人
- 今泉紀子 - 伊藤裕子
- 迷子父親 - 甲本雅裕
- ラーメン親父 - 有福正志
- 工事現場監督 - 俵木藤汰
- 福祉施設園長 - 石井洋祐
- 紀子御学友 - 田村貴彦、林光樹、川田希
- 福引係 - まいど豊
- フリーター - 大島信一
- 水族館館長 - 伊藤幸純
- 宝くじの女 - 松本じゅん
- バスの老婆 - 安田洋子
- 尋ねる老人 - 小池幸次
- 銀行員 - 井上浩
- ミス水族館 - 杉並美奈
- 自転車の男 - 福沢潤
- 迷子 - 江口侑輝
- 聖少女 - 高橋亜美
- キャスター - 安田洋子
- 尋ねる老人 - 新居祐一

### スタッフ
- 脚本 - 大野敏哉
- 演出 - 高丸雅隆

## のぞみ、西へ

### キャスト
- のぞみ - 中嶋朋子
- 武史 - 鈴木一真
- 老婆 - 東恵美子
- 客 - 馬場章夫、鳥居睦子
- 阪神おじさん - 守本享
- ウエイトレス - 國武沙織
- 父親 - 南方英二

### スタッフ
- プロデューサー - 原田泉
- 脚本 - 小山薫堂
- 演出 - 李闘志男

## 協力者

### キャスト
- 深森和津美 - 永作博美
- 古澤幸一 - 林泰文
- 近藤重臣 - 佐戸井けん太
- 大友良平 - 貴山侑哉
- 犯人 - NARUKO
- 女 - 徳山泰世
- 被害者 - 安藤かおり

### スタッフ
- 脚本 - 鈴木勝秀
- 演出 - 小椋久雄

## 時間のない街

### キャスト
- 西川慶一 - 渡辺謙
- 優子 - 山口香緒里
- 運転手 - 草野裕
- 役員 - 池田成志
- ドライバー - 渡辺憲吉
- オバサン - 前沢保美
- 警官 - 渡辺穣
- 若き浜口 - 平野靖幸
- 学生 - 山崎孝文、大原義明、高橋さとる
- 浜口 - 石丸謙二郎

### スタッフ
- 原作 - 渡辺浩弐「保存状態」（『バーチャル・アイドル・クラブ』所収 / アスペクト）
- 脚本 - 高山直也
- 演出 - 西谷弘